# Chlorocebus aethiops
Chlorocebus aethiops là một loài động vật có vú trong họ Khỉ Cựu thế giới, bộ Linh trưởng. Loài này được Linnaeus mô tả năm 1758. Loài này giới hạn ở Ethiopia, Sudan, Djibouti và Eritrea. Ở phía nam phạm vi phân bố, nó tiếp xúc gần gũi với Chlorocebus pygerythrus và Chlorocebus djamdjamensis. Việc lai giống giữa chúng là có khả năng và có thể đe dọa loại dễ bị tổn thương Chlorocebus djamdjamensis. Không giống loài đó, grivet thì phổ biến và được xếp vào nhóm ít quan tâm bởi IUCN.
Loài khỉ này có da mặt, tay và chân màu đen. Mặt có một đường kẻ trắng trên mắt. Chiều dài từ đầu và thân con đực 49 cm (19 in) và con cái là 42,6 cm (16,8 in). Chiều dài đuôi con đực khoảng 30–50 cm (12–20 in). Trọng lượng con đực 3,4 đến 8,0 kg (7,5 đến 17,6 lb) với con cái nặng mức ở mức dưới của trọng lượng con đực.

## Hình ảnh

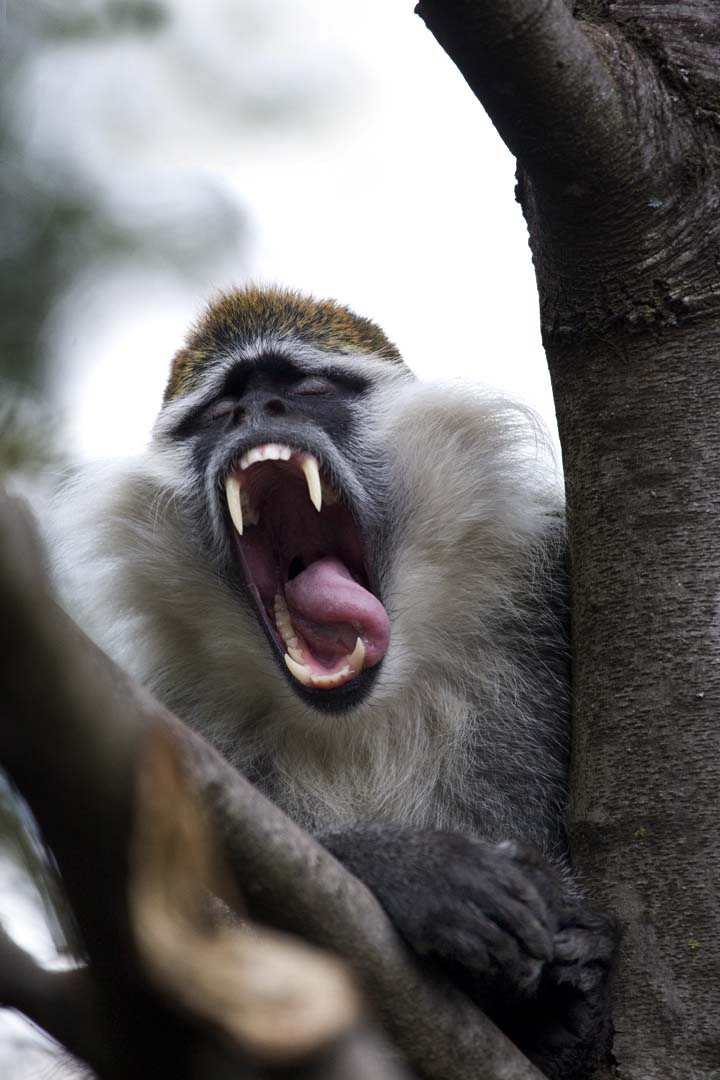
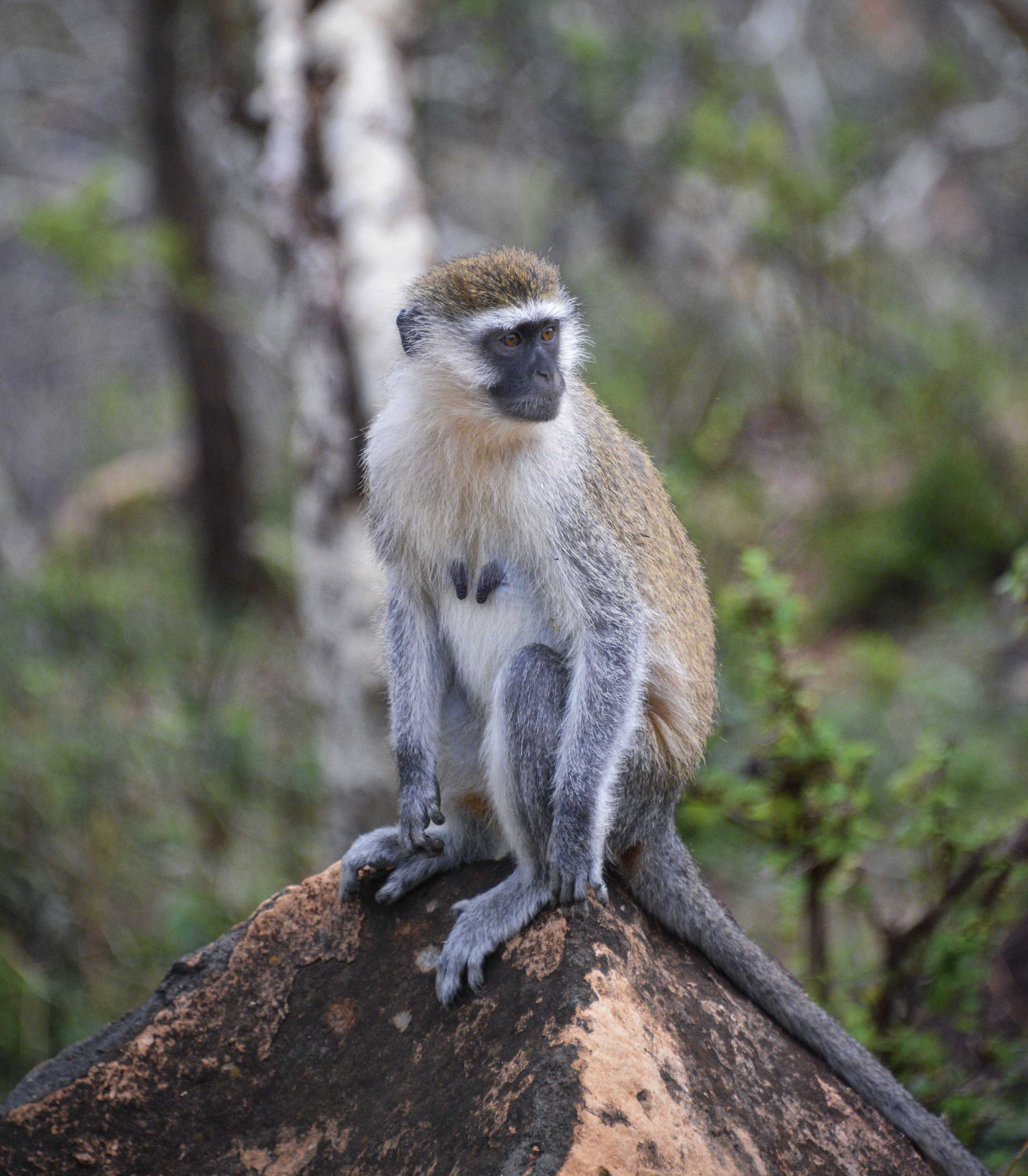
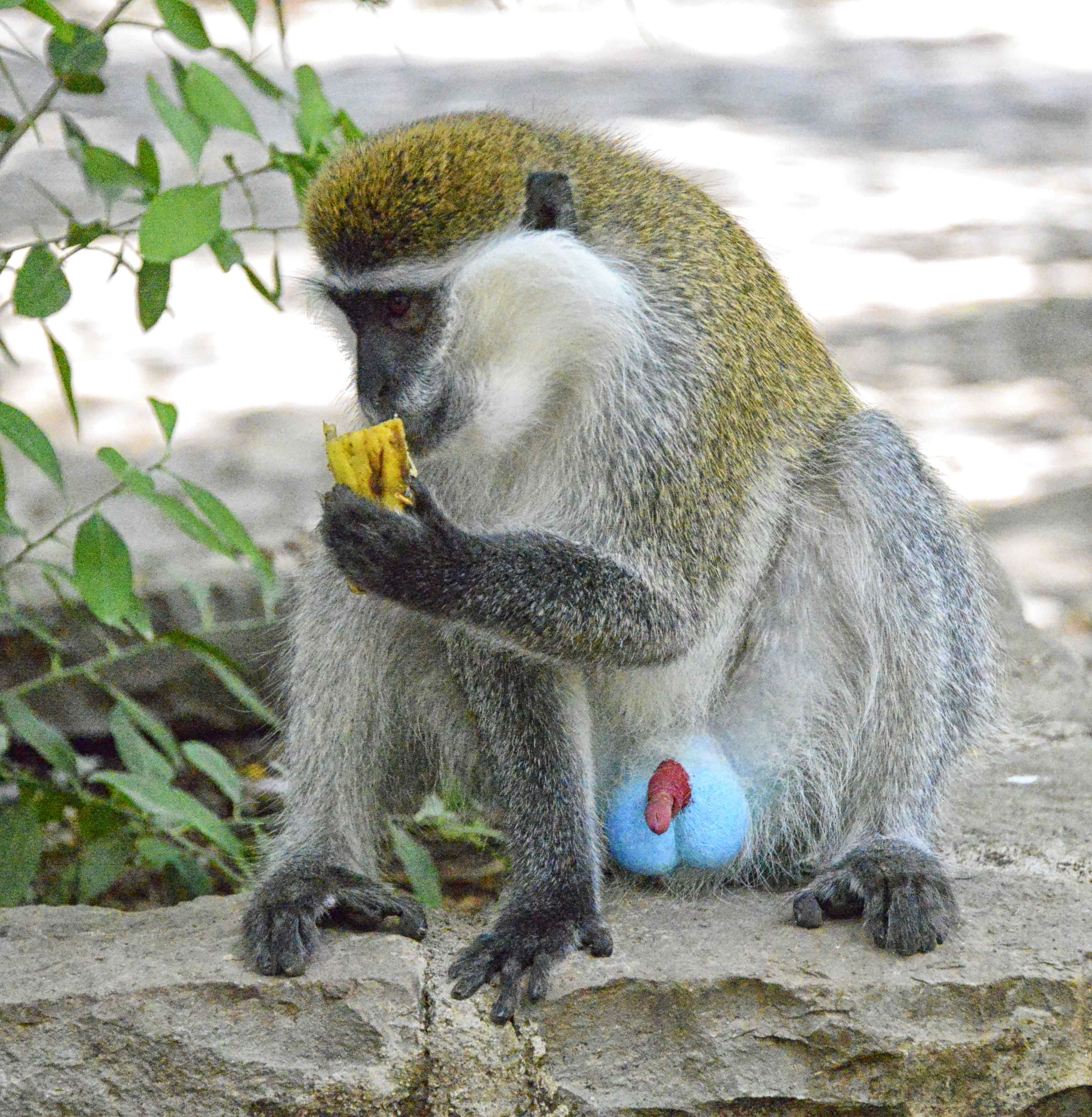
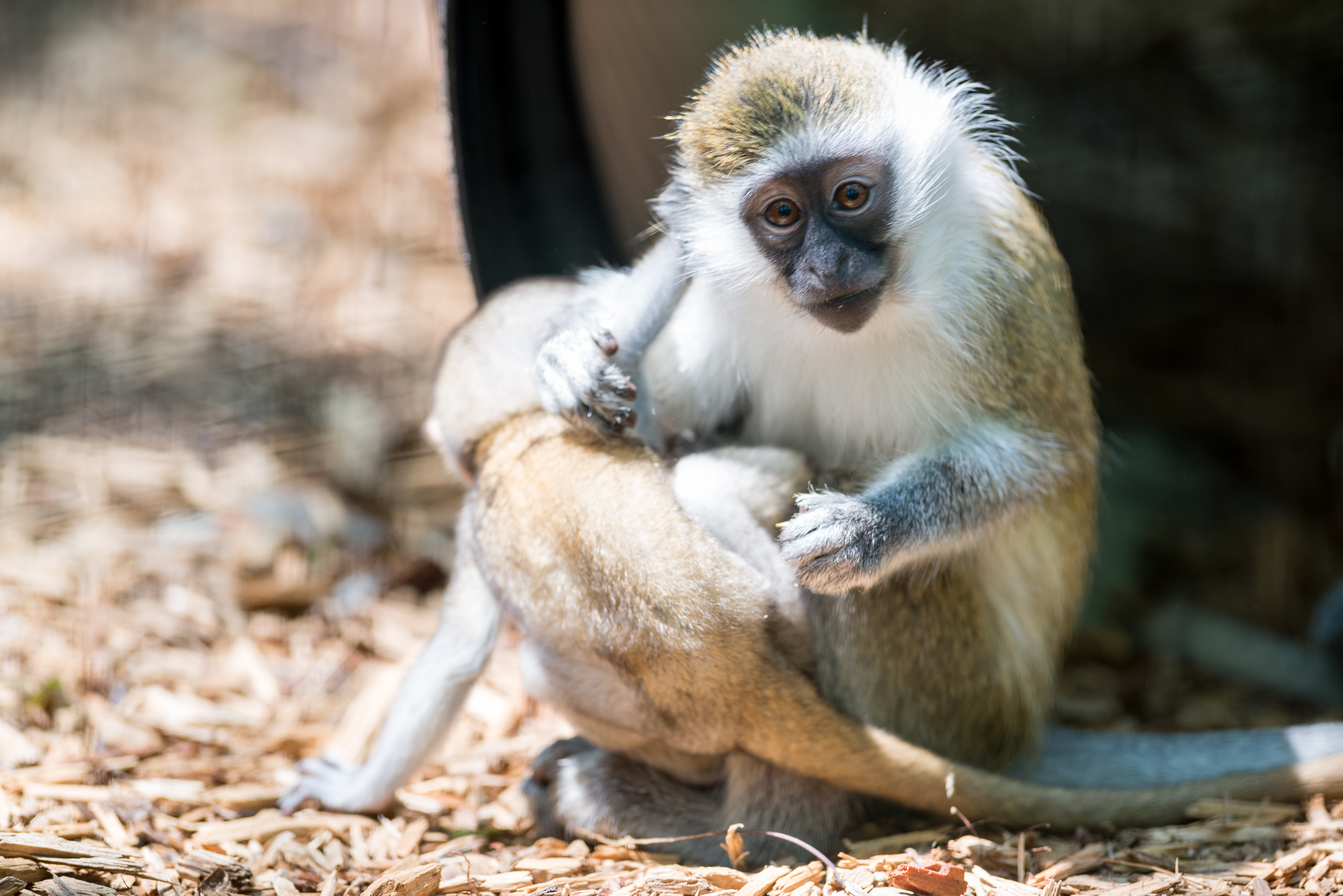
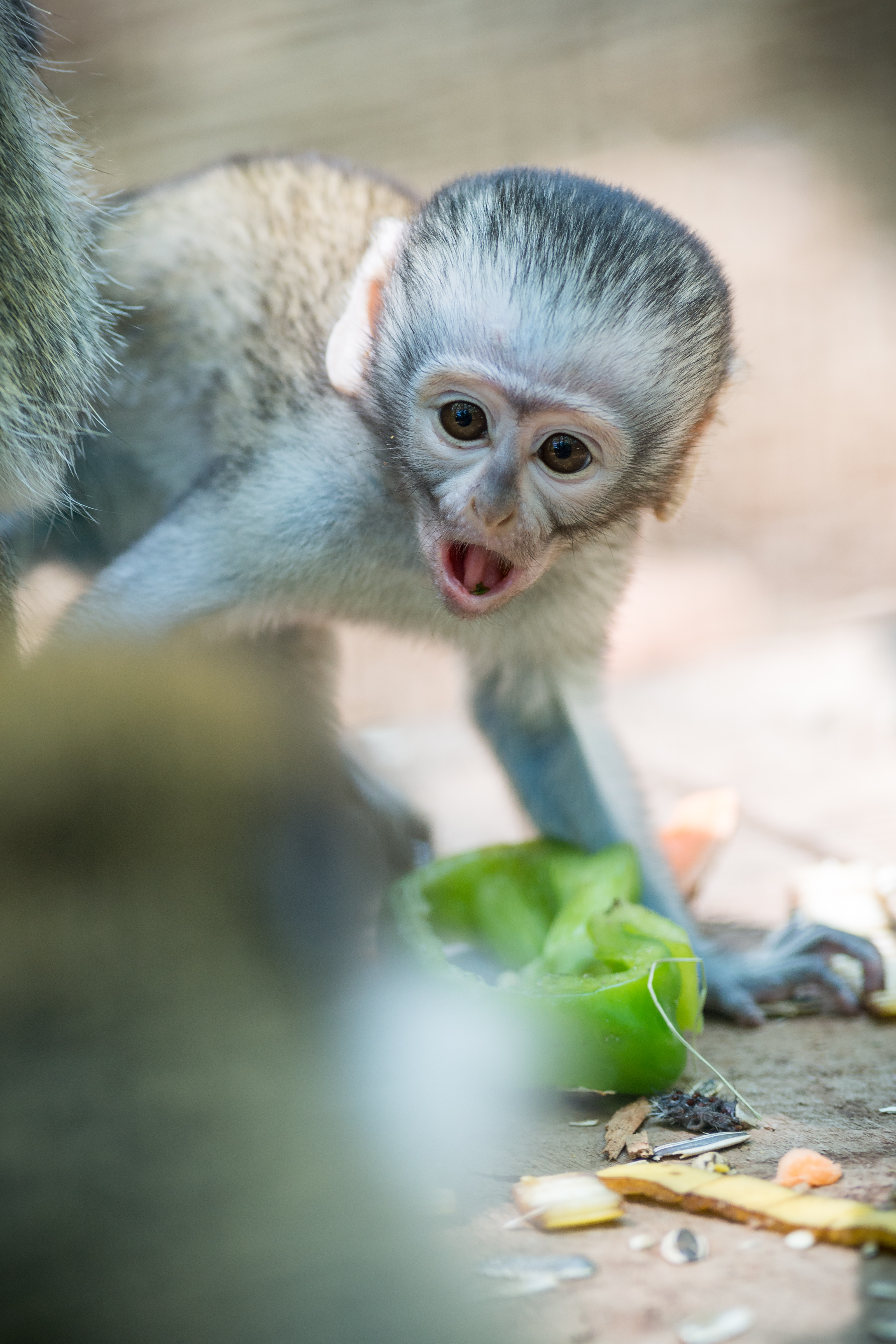
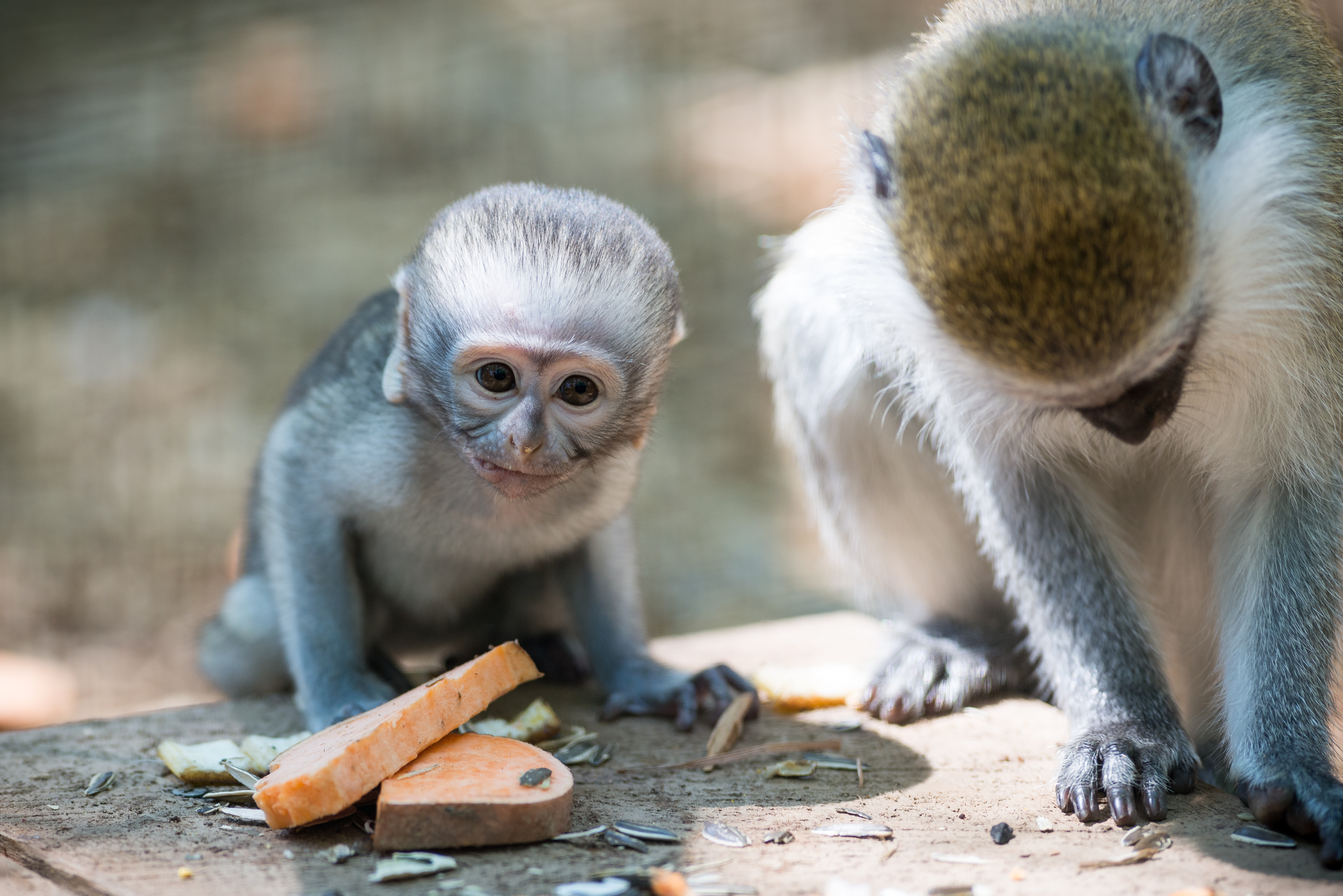
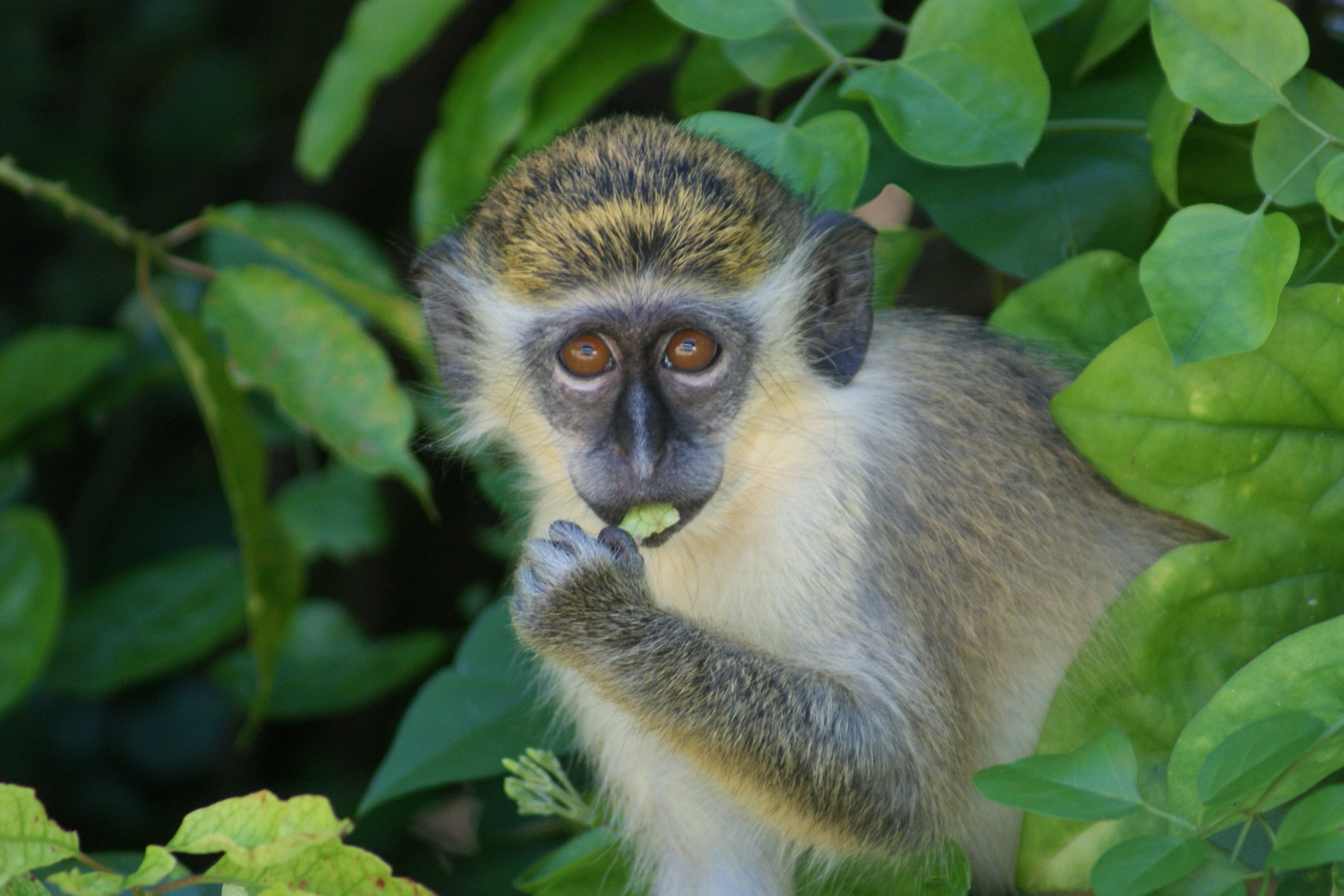
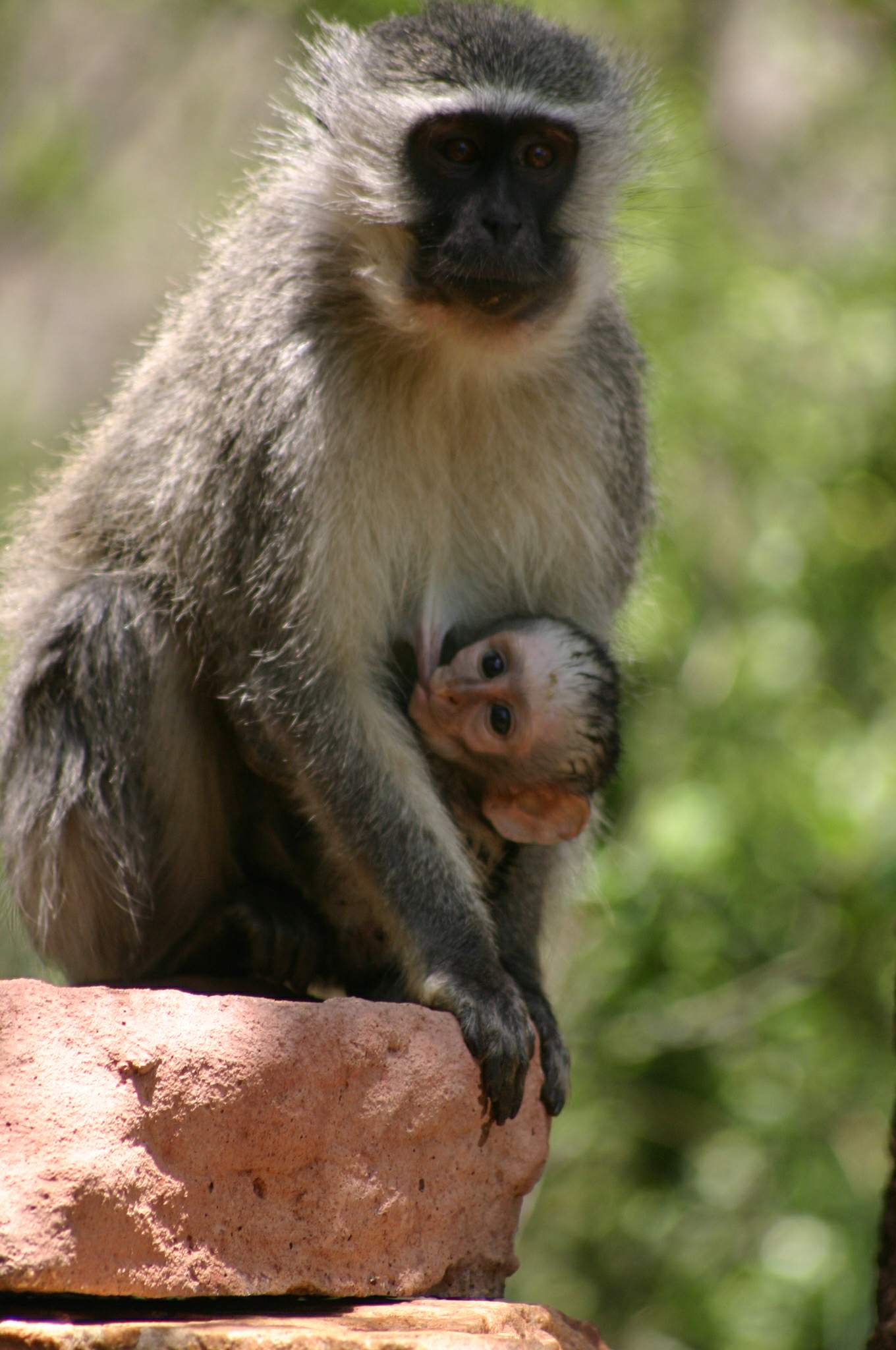
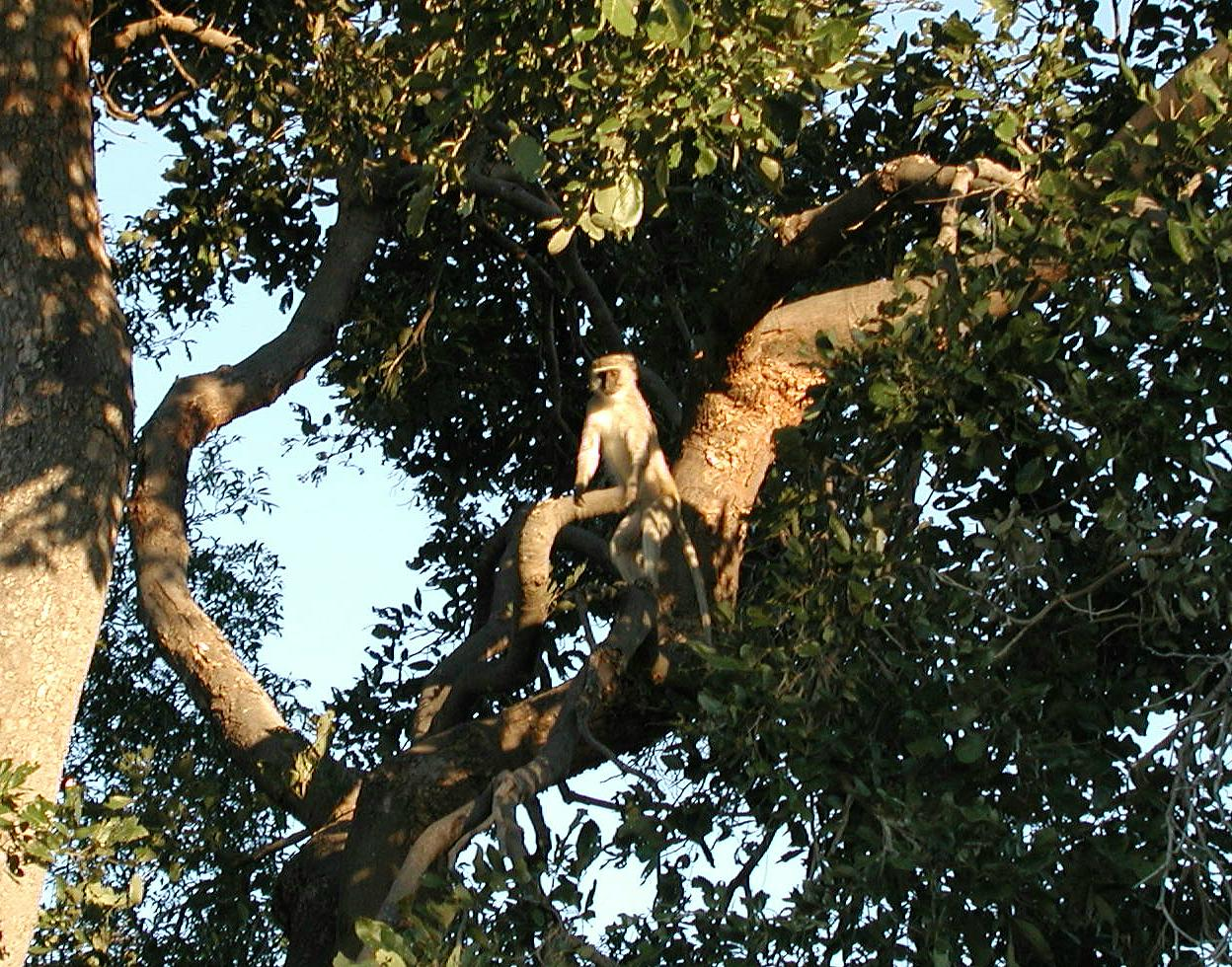
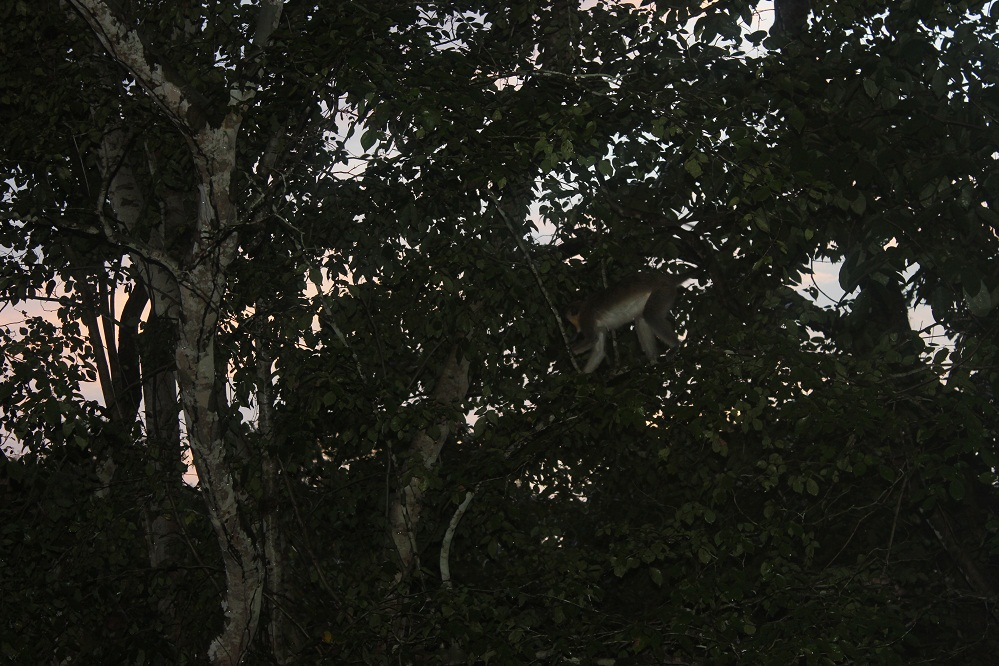